# Криминальная субкультура
Криминальная субкультура — духовные и материальные ценности (культура), которые регламентируют и упорядочивают образ жизни, поведение и преступную деятельность криминальных (преступных) сообществ. Это способствует сплоченности, организованности, криминальной активности, а также преемственности новых поколений.
В основе криминальной субкультуры лежат определенные традиции, правила, нормы и ритуалы, которые противоречат законопослушному обществу, оправдывают и поощряют преступный образ жизни, а также и совершение преступлений.
Достаточно специфический смысл в криминальной среде приобретают такие качества, как порядочность, честность, благородство, свобода, ответственность за данное слово и семья.
При этом, криминальная субкультура вторгается в официальную культуру, взламывая ее, обесценивая ее ценности и нормы, внедряя в нее свои правила и атрибутику: отдельные составляющие криминальной субкультуры, такие, как жаргон, татуировки, язык жестов, воровской шансон и т. д. стали стремительно переплетаться с культурой, обыденной речью и образом жизни вполне добропорядочных граждан.
Криминальная субкультура — это, своего рода культура меньшинства, которая противоречит с общепринятой культурой. Общество отвергает преступников, замыкает их в местах заключения: исправительных колониях, тюрьмах, следственных изоляторах, и для того, чтобы не чувствовать себя изгоем и для собственного комфорта, люди криминальной устремленности объединяются в сообщества, вырабатывают собственную идеологию, противопоставляют и разделяют общество на понятия «мы» и «они».

## История возникновения
О криминальной субкультуре, ее роли и значимости в преступном мире и в обществе, проведено немало исследований и написано внушительное количество научных статей и книг. Однако, одним из первых отечественных исследователей криминальной субкультуры можно отметить Ф. М. Достоевского. В своей повести «Записки из мертвого дома» (1861 г.) он описал впечатления увиденного и пережитого им на каторге в Сибири, где он провел четыре года.
Также криминальную субкультуру описывал А. П. Чехов в повести «Остров Сахалин».
Кроме того, одними из первых это явление стали исследовать и зарубежные социологи, такие как Р. Мертон, Т. Селин, А. Коэн.
В 1938 г. в «Американском социологическом обозрении» Робертом Мертоном была опубликована статья «Социальная структура и аномия». В этой статье Мертон описывал идею о том, что основной причиной преступности является некое противоречие между ценностями, к которым стремится общество и возможностями их достижения по правилам и этическим соображениям общества. В результате, те, кто не сумели получить эти ценности законным путем, идут на преступления для достижения своей цели.
Также в 1938 г. Т. Селин опубликовал статью «Конфликт культур и преступность». В этой статье Селин рассматривал конфликт между культурными ценностями различных сообществ.
Затем в 1955 г. А. Коэн разработал концепцию субкультур. Он исследовал особенности культурных традиций криминальных сообществ, в которых могут формироваться свои небольшие культуры. Впоследствии, данное явление и получило название субкультуры.
Кроме того, о некоторых сторонах криминальной субкультуры рассказывал А. И. Гуров, В. Ф. Пирожков и Ю. П. Дубягин, которые считаются видными специалистами в области криминальной субкультуры.
Одним из этапов развития криминальной субкультуры можно отметить период Второй мировой войны, которая, в некотором роде, мирила все социальные группы общества. Речь идет о том, что во время войны многие профессиональные преступники защищали родину на поле боя, наряду с законопослушными офицерами.
Также, одной из причин широкого распространения криминальной субкультуры можно отметить миграционные процессы, которые начались с великим переселением молодежи на «стройки коммунизма». Кроме комсомольских активистов туда направлялось большое количество условно освобожденной молодежи.
В. Н. Кудрявцев[кто?] отмечает, что на современной криминальной субкультуре больше всего отразились два обстоятельства:
- Произошло массовое вытеснение прежних «воров в законе», а вместе с ними их взглядов и традиций. На смену им пришло новое поколение преступников, которое уже не изолируется от общества, но активно в него внедряется, вкладывая свои правила и устои;
- Сплочение преступной субкультуры с обычаями современного общества, в котором «идет война всех против всех»[4].

## Уровни криминальной субкультуры
Источники определяют такие уровни:
1. Криминальная субкультура общества характеризуется прежде всего положением криминалитета в обществе, в системе законодательной власти, в политике, экономике, в системе образования и воспитания, общественного правосознания.
2. Криминальная субкультура социальной группы может сильно различаться в зависимости от характера криминальной организованности группы, содержания существующих между ее участниками связей, вплоть до криминального сообщества.
3. Криминальная субкультура личности формируется прежде всего в процессе совершения преступлений, участия в уголовном процессе, нахождения в местах лишения свободы и образом жизни, который ведет лицо.

## Основные функции
Ученые выделяют такие основные функции:
1. Криминальная субкультура выступает в качестве связующего звена поведения человека до совершения преступлений и после того, как он принял для себя это решение.
2. Регулятивная функция. Она заключается в том, чтобы формировать, взаимоотношения и поведение представителей криминальных сообществ. Она включает в себя: регулирование социального статуса, отношения к правовым учреждениям, администрации исправительных учреждений и т.д; регулирование поведения в местах лишения свободы и в быту;
3. Криминальная субкультура служит в качестве определенного самоутверждения и психологической защиты.
4. Последняя функция криминальной субкультуры состоит в том, что она: извращает общественное сознание, дестабилизирует добропорядочность населения, сохраняет и передает преступный опыт и традиции из поколения в поколение, формирует общественное мнение о рациональности правонарушений и преступлений.